# Астрадамский проезд
Астрада́мский прое́зд (1929—1986 — Первый Астрадамский проезд) — проезд в Северном административном округе города Москвы на территории Тимирязевского района. Соединяет улицы Вучетича и Тимирязевскую. Нумерация домов начинается от улицы Вучетича.

## Происхождение названия
Название XIX века (по другим данным — с 1925 года). По одной из легенд, Астрадамский проезд возник, как и Астрадамская улица, на месте сельскохозяйственной фермы, основанной Петром I в начале XVIII века по типу увиденной им в городе Амстердаме — «Астрадаме», как называл его Пётр в своих письмах. В 1929—1986 годах носил название Первый Астрадамский проезд. Возможно, это переосмысление первоначального названия. Первоисточником этих сведений, по-видимому, послужило «Историко-статистическое и археологическое описание Петровско-Разумовского», опубликованное в 1902 году И. Ф. Токмаковым
Гораздо ранее Петра I севернее улицы Астрадамской располагалась пустошь Острогонова (писцовая книга 1584 года); позже — пустошь Остроганова, в конце XVIII века — сельцо Астрадамово. Первоначальная форма топонима указывает на происхождение его от неканонического имени. Ранее — Астрадамский переулок; в 1922—1964 годах — 2-й Астрадамский тупик.

## Здания и сооружения

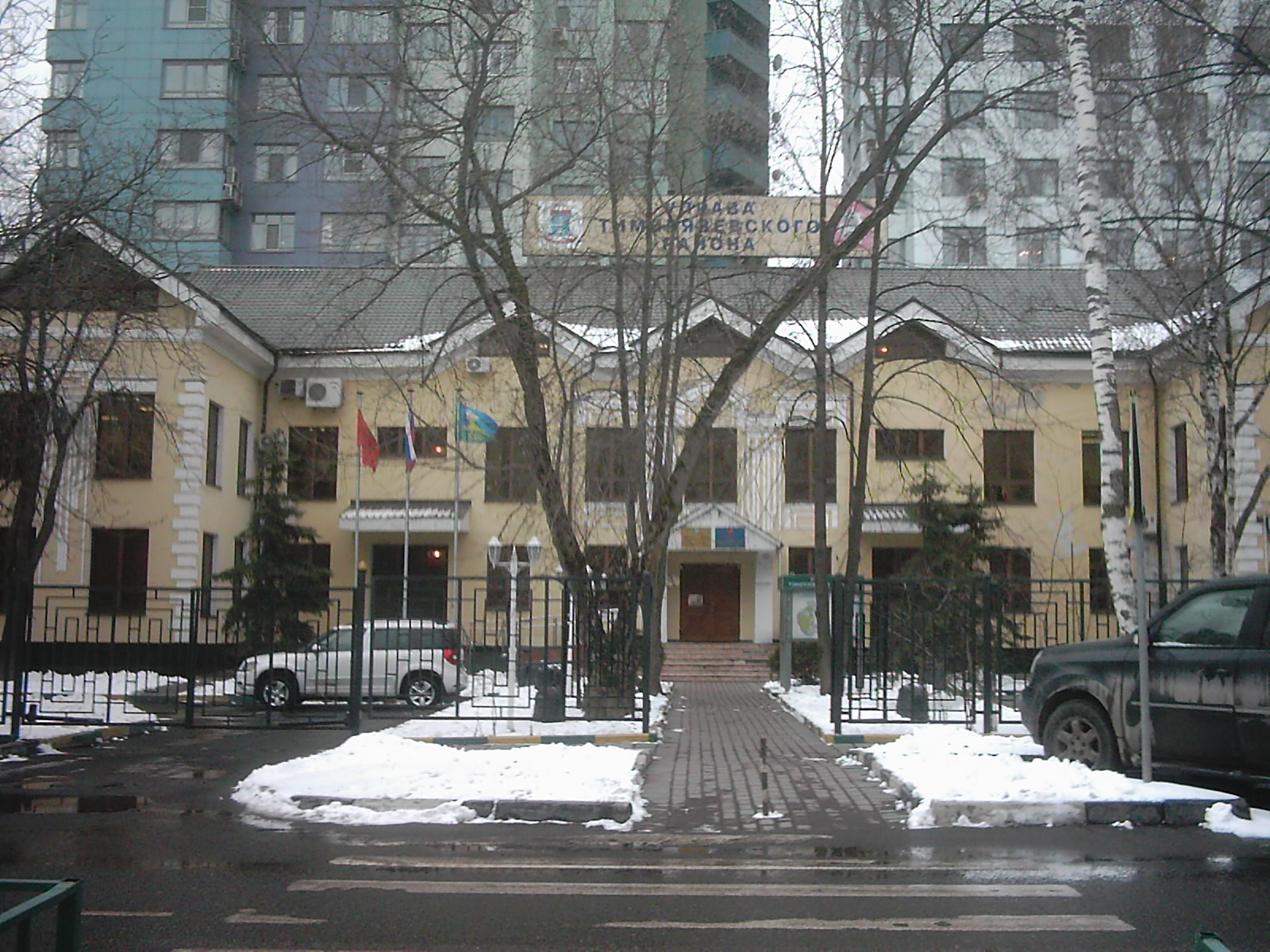
Здание управы Тимирязевского района
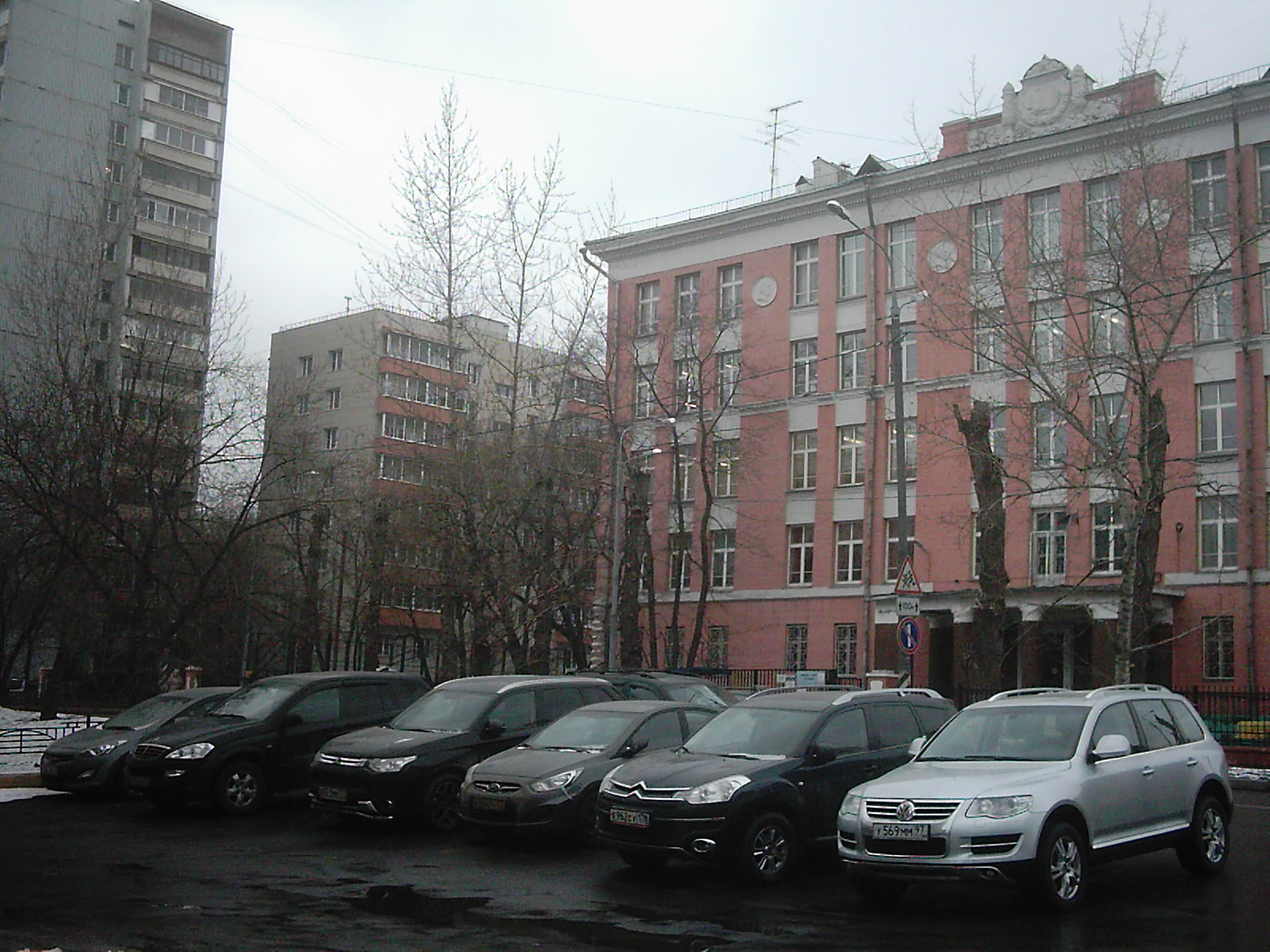
Фасад одного из домов по улице

## Транспорт
- Станции метро:

«Дмитровская»
«Тимирязевская»